# Radverkehr in Hannover

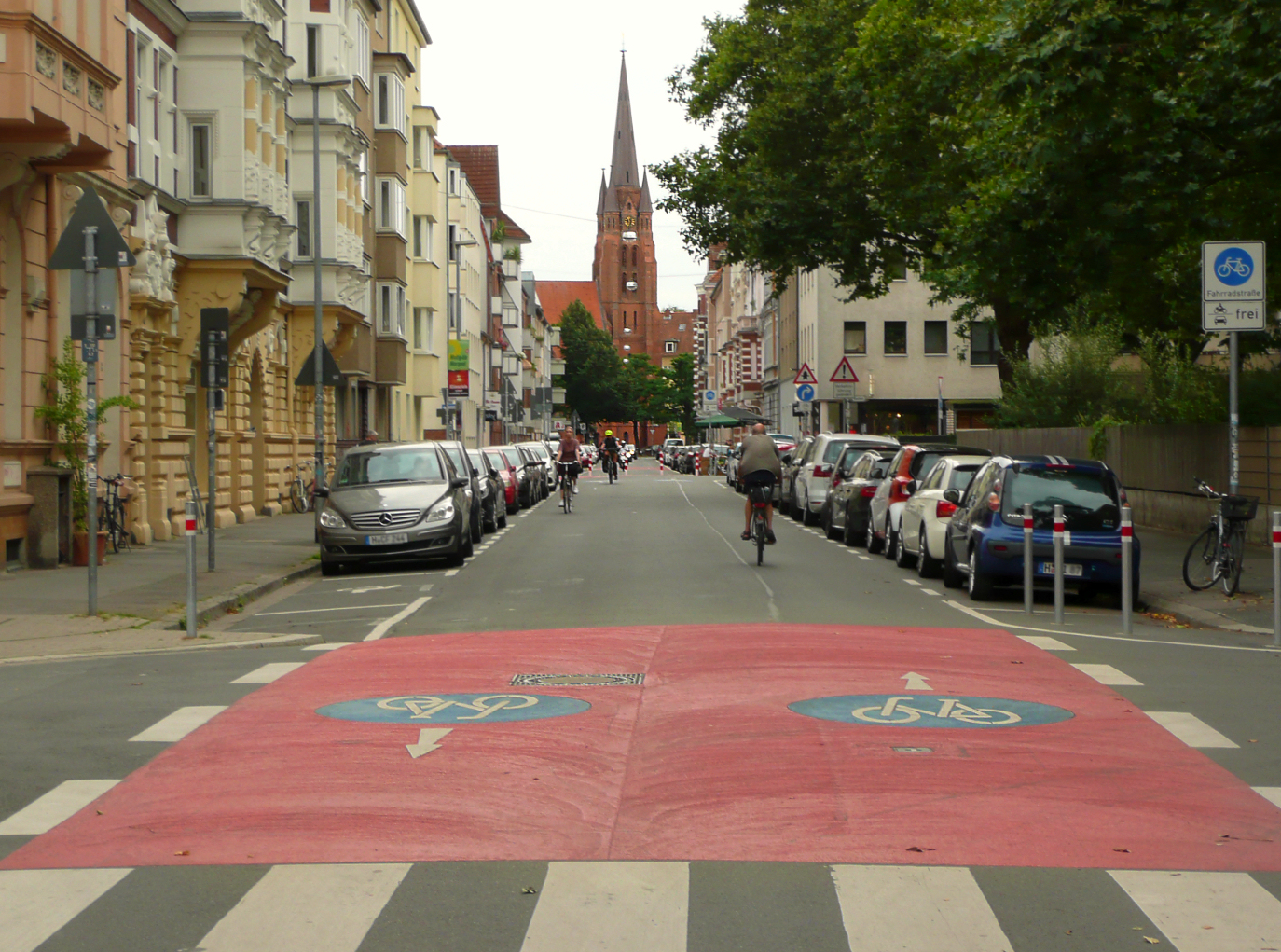
Fahrradstraße parallel zur Lister Meile, im Hintergrund die Apostelkirche

Radverkehr in Hannover ist eine häufige Art der Fortbewegung innerhalb der niedersächsischen Landeshauptstadt Hannover. Die Stadt erreichte mit 19 % beim Modal Split 2008 den höchsten Wert zusammen mit Bremen unter den 15 größten Städten in Deutschland. Beim ADFC-Fahrradklimatest, der alle zwei Jahre durchgeführt wird, erreicht Hannover verlässlich einen Platz unter den ersten Drei der Städte über 500.000 Einwohner, meist hinter Bremen. Erreicht werden aber regelmäßig nur Werte, die in der Schule einem eher knappen befriedigend entsprechen würden: wenn die Leistung im Allgemeinen den Anforderungen entspricht. 2022 wurde eine 3,6 (etwa entsprechend Schulnoten) erreicht, hinter Bremen und Frankfurt am Main mit geringfügig besserer Bewertung.

## Entwicklung
Der Anteil des Fahrradverkehrs am Modal Split lag im Jahr 2002 bei 12 %, stieg bis 2004 auf 13 % und erreichte 2008 zusammen mit Bremen mit 19 % den höchsten Wert unter den deutschen Städten mit mehr als 500.000 Einwohnern vor München, Berlin, Leipzig oder Hamburg, die jeweils mehr oder weniger ambitionierte Programme haben, Fahrradstadt zu werden. Dieser Wert konnte bis 2011 gehalten werden. Die Stadt möchte diesen Anteil künftig erhöhen, bis 2025 sind 25 % geplant.

## Infrastruktur

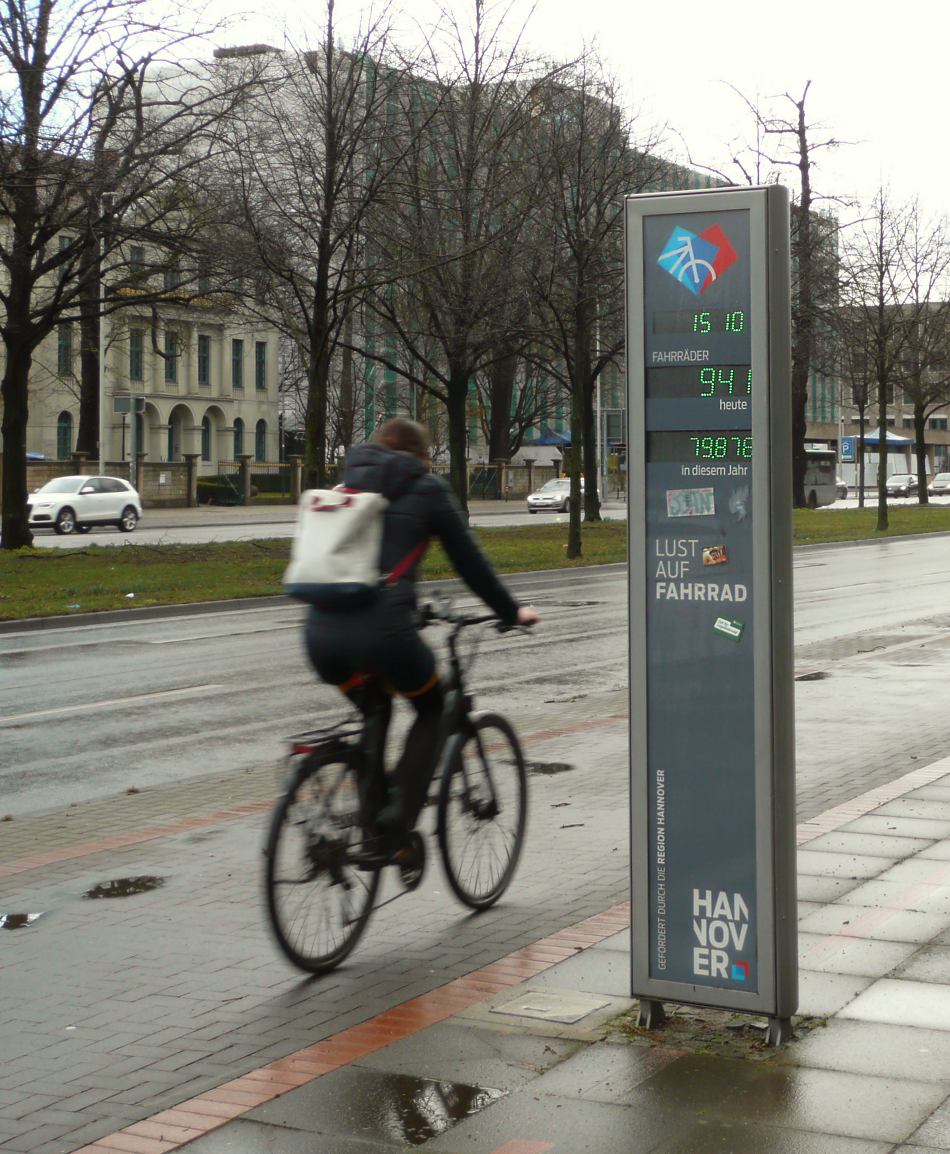
Fahrradzähler am Friedrichswall

### Bestand
Die Wohnviertel sind annähernd vollständig mit Tempo-30-Zonen ausgestattet. Auf einigen Strecken wurden seit den 1980er Jahren Fahrradstraßen eingerichtet, als erste die Pfarrlandstraße in Linden-Nord. In den Jahren seit 2015 wurden etliche weitere Straßen als Fahrradstraßen ausgewiesen, meist gilt rechts vor links. Die Große Barlinge in der Südstadt wurde inzwischen umgebaut und bis auf eine Stelle bevorrechtigt gegenüber Nebenstraßen (vorher rechts vor links). Dies gilt auch für die Lange Laube in innerstädtischer Lage. In der Kleefelder Straße wurde gegen die dortige Fahrradstraße mehrfach vor Verwaltungsgerichten geklagt. Die Urteile haben letztlich zur Beibehaltung der Fahrradstraße, aber zu Verschärfungen der Regelungen im Kfz-Verkehr geführt. “Dieses Urteil ist keines gegen Fahrradstraßen – es ist eines gegen schlechte Fahrradstraßen.” schreibt ein Blogger dazu. Für weitere Straßen sind Prüfungen angekündigt, ob die Erfordernisse von Fahrradstraßen erfüllt werden.
Einbahnstraßen innerhalb von Tempo-30-Zonen sind bis auf einige Ausnahmen für Radverkehr in Gegenrichtung frei gegeben. Auch viele Einbahnstraßen mit höherer zulässiger Geschwindigkeit sind mit Radwegen oder anderen Maßnahmen für Radverkehr entgegen der Einbahnrichtung passierbar. Die meisten Sackgassen sind als durchlässig für Rad (oder Rad- und Fußverkehr) gekennzeichnet, soweit sie für Fuß- und/oder Radverkehr passierbar sind. Fast alle Fußgängerzonen in der Innenstadt und den Stadtteilen sind außerhalb der Zeiten starken Fußgängerverkehrs für den Radverkehr frei gegeben, einige zentrale Achsen auch ganztägig, z. B. die Allee in der westlichen Georgstraße, kurze Teilabschnitte der Lister Meile, die gesamte Limmerstraße und Egestorfstraße.
Mit der Anlage von Schutzstreifen in der Podbielskistraße sind inzwischen annähernd alle stark Kfz-belasteten Hauptverkehrsstraßen mit Radverkehrsanlagen ausgestattet. Ausnahmen sind z. B. die Waldstraße und der Straßenzug Plathnerstraße – Schackstraße. Ausgebaut sind meist hochbord geführte Radwege mit typisch hannoverscher Gestaltung, mit einem roten, quer gelegten Ziegelstreifen beidseits einer mit dunklem Verbundpflaster ausgestatteten Fahrfläche für den Radverkehr. Zur Fahrbahn hin oder zum Parkstreifen ist in der Regel ein Sicherheitstrennstreifen baulich angelegt. In einigen Straßen mit großer Trennwirkung, zum Beispiel mit Mittelstreifen oder Stadtbahn in Mittellage, bestehen teils beidseitige Zweirichtungs-Radwege, so inzwischen fast komplett entlang des City-Rings und an einigen größeren Ausfallstraßen wie Teilabschnitten der Hildesheimer Straße oder der Lavesallee am Waterlooplatz.
In der Eilenriede wie auch in einigen größeren Grünanlagen und Grünzügen bestehen Fahrradverbindungen, wobei hier überwiegend eigenständige, asphaltierte Radwege neben oder unabhängig von Gehwegen bestehen, rund um den Maschsee und entlang der Herrenhäuser Allee mit komfortablen Breiten von bis zu 4,00 m, in letzterem Fall allerdings zusammen mit Fußverkehr. Teilweise sind diese Radwege, wie auch die Fahrradstraße am Maschsee-Strandbad, ausdrücklich für Inline-Skater frei gegeben.
Entlang von Leine, Ihme und Fösse sowie Mittellandkanal und in zahlreichen innerstädtischen Grünzügen bestehen Fahrradverbindungen, die teilweise asphaltiert oder gepflastert, überwiegend aber mit wassergebundener Decke ausgebaut sind. Durch die Nutzung von Unterführungen an kreuzenden Straßen ist damit auf teils langer Strecke ein kreuzungsfreies Radfahren ohne störenden Autoverkehr möglich. Entlang der Leine befindet sich die letzte Straße, an der gewartet werden muss, in Döhren. Von dort aus kann flussabwärts durch das Stadtgebiet über mehr als 10 km bis zur Stadtgrenze nach Seelze ohne querende Autos gefahren werden.

### Geplante Projekte

#### Velorouten
Mit einem höheren Standard als die stadtweiten Velorouten sollen Verbindungen in die Nachbarstädte Lehrte, Garbsen, Langenhagen und Laatzen ausgebaut werden.
Die hohen Standards von Radschnellwegen können nicht in jedem Fall in ausreichendem Maß erfüllt werden, so dass zumindest die beiden Strecken nach Lehrte und Langenhagen als Velorouten ausgebaut werden.

#### Radschnellweg Hannover – Lehrte

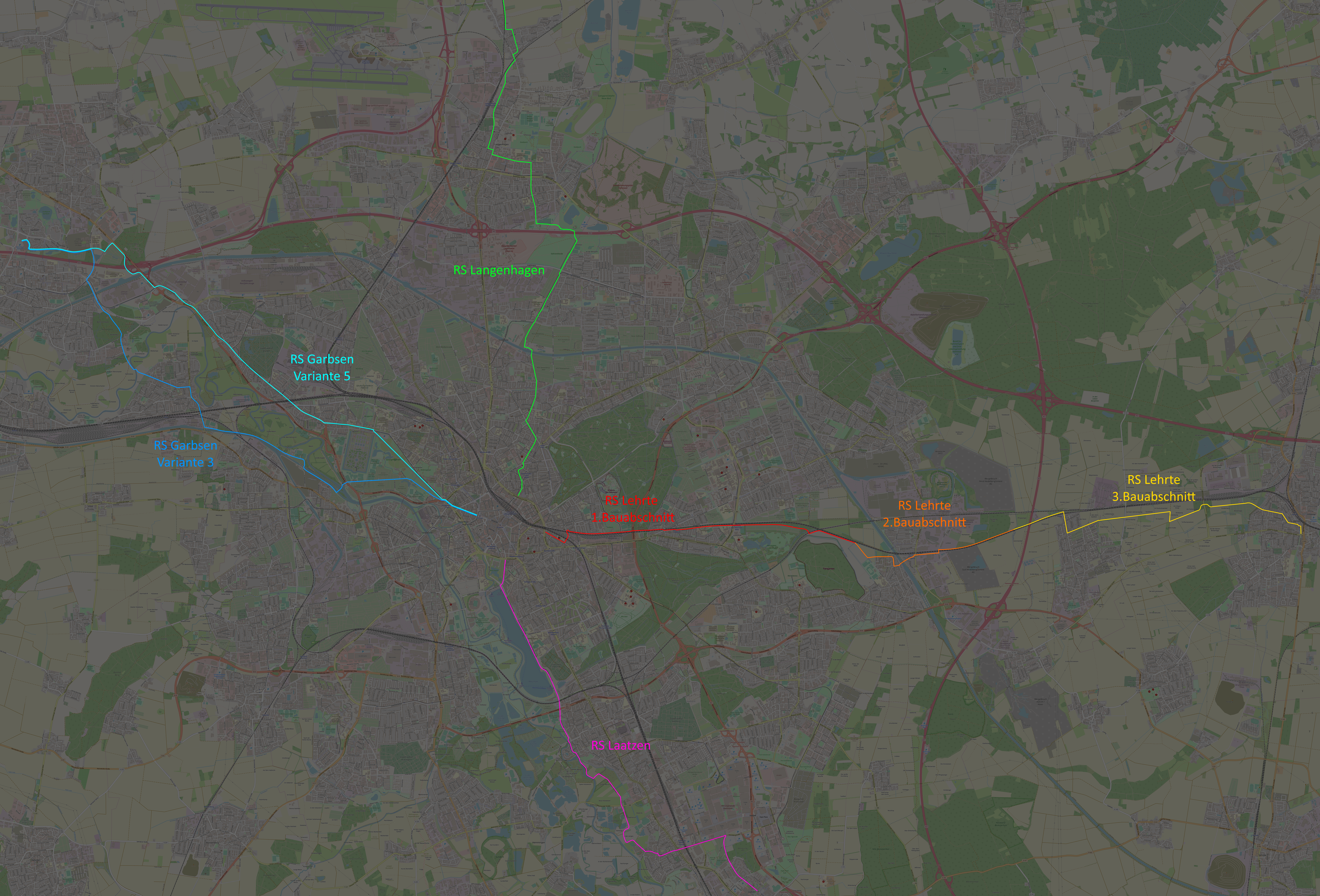
Geplante und gebaute Radschnellwege in und um Hannover, 2019

Im Jahre 2016 beschloss der Stadtrat Hannover den Bau eines ca. 18 km langen Radschnellweges von der hannoverschen Innenstadt nach Lehrte. Nach dem Baubeginn 2022 wurde er im Januar 2024 im ersten Bauabschnitt bis vor Anderten eröffnet, mit abschnittsweise verringertem Standard als Veloroute 05. Die Strecke beginnt an der Lavesstraße vor dem City-Ring an der Berliner Allee mit einer neu angelegten Fahrradquerung über diese  und führt auf Fahrradstraßen mit Bevorrechtigung gegenüber Nebenstraßen auf der Kestnerstraße und Kleefelder Straße weiter entlang der Bahntrasse Hannover–Lehrte bis kurz vor Anderten. Ein kurzer Abschnitt ist komplett neu entstanden, weitere Wege in Grünanlagen wurden ausgebaut, die nur für den Rad- und Fußverkehr bestimmt sind. Der Radweg hat meist eine Breite zwischen 3 und 4,5 Meter. Die Baukosten wurden auf 3,8 Millionen Euro veranschlagt. Der Weiterbau durch Anderten nach Lehrte ist noch offen.

#### Radschnellweg Hannover – Garbsen
Ein weiterer Radschnellweg soll vom Steintor in Hannover über die Herrenhäuser Gärten, Letter und Marienwerder zum neuen Maschinenbaucampus der Universität in Garbsen führen. Die geplante Streckenführung soll 13 km lang werden. Dabei wird die Strecke vollständig asphaltiert, beleuchtet, möglichst ampelfrei und zu einem Großteil mindestens 4 Meter breit werden. Der Trassenverlauf ist noch nicht endgültig abgestimmt. Ein möglicher Baubeginn war für 2021 geplant. Im Vorlauf sind einzelne Abschnitte als Veloroute gekennzeichnet worden, so in der Fahrradstraße Lange Laube und am Königsworther Platz.
Am 19. März 2019 wurde bekannt, dass die Trasse entlang des Westschnellweges nicht genutzt werden kann, es verbleiben somit die Trasse entlang der Herrenhäuser Straße und eine Trasse über Linden-Nord und die Wasserstadt Limmer.

#### Radschnellweg Hannover – Langenhagen
Dieser von der Region Hannover geplante Radschnellweg soll über eine Länge von 13 km vom Langenhagener Ortsteil Krähenwinkel durch das Zentrum von Langenhagen, entlang des Naherholungsgebietes Silbersee sowie durch die hannoverschen Stadtteile Sahlkamp und List zum Hauptbahnhof in Hannover verlaufen. Der Baustart war ursprünglich für das Jahr 2021 vorgesehen. Die Planung ist inzwischen fortgeschritten, teils auf hannoverschem Gebiet mit dem geringeren Standard als Veloroute 02. Bisher wurden nur einzelne Maßnahmen wie die Fahrradstraße in der Edenstraße umgesetzt, vgl. dazu das Bild oben. Eine Umsetzung kann absehbar ab 2025 erfolgen.

#### Radschnellweg Hannover – Burgdorf
2024 wurde die Planung eines Radschnellweges bekannt, wofür drei Trassen mit Längen zwischen 23 und fast 25 km vorgeschlagen wurden. Die Region Hannover startete 2024 eine Machbarkeitsstudie mit Bürgerbeteiligung.

#### Veloroute 03 nach Bothfeld und Lahe
Die Planung der Veloroute vom Weißkreuzeplatz bis zur Burgwedeler Straße und zur Leher Heide ist inzwischen fortgeschritten. Maßnahmen wurden noch nicht umgesetzt. In ähnlichem Planungsstand sind die Velorouten 06 und 09 zum Kronsberg in Bemerode und nach Wettbergen. Im Gegensatz zu den vorhergehenden Routen enden diese drei Velorouten vor der Stadtgrenze, binden also Nachbarkommunen nur bedingt an.

#### Radschnellweg Hannover – Laatzen
Gemäß dem „Green City Plan Hannover“ plant die Stadt einen weiteren Radschnellweg vom Stadtzentrum Hannovers ins südliche Laatzen, der für die 2020er Jahre angedacht ist. Aufgrund der Führung durch ein Naturschutzgebiet erscheint die Umsetzung schwierig.
Als Veloroute 08 zwischen Innenstadt und Laatzen, durch Südstadt, Döhren und Wülfel gibt es längere Abschnitte am Rudolf-von-Bennigsen-Ufer mit breitem Radweg und in der Hildesheimer Straße ebenfalls mit breiten Radfahrstreifen, die mit hohem Standard ausgebaut wurden. In der Hildesheimer Straße in Wülfel entfielen dabei abschnittsweise zwei Fahrstreifen.

### Mittellandkanal
Bis 2027 ist entlang des Mittellandkanals auf einer Länge von 54 km der Ausbau der Schotterpiste zu einem asphaltierten Schnellweg für Fahrradfahrer vorgesehen. Die Strecke führt von Wunstorf-Idensen über einen 7,5 km langen Abschnitt am Stichkanal Hannover-Linden bis nach Sehnde-Haimar.

## Fahrradparken

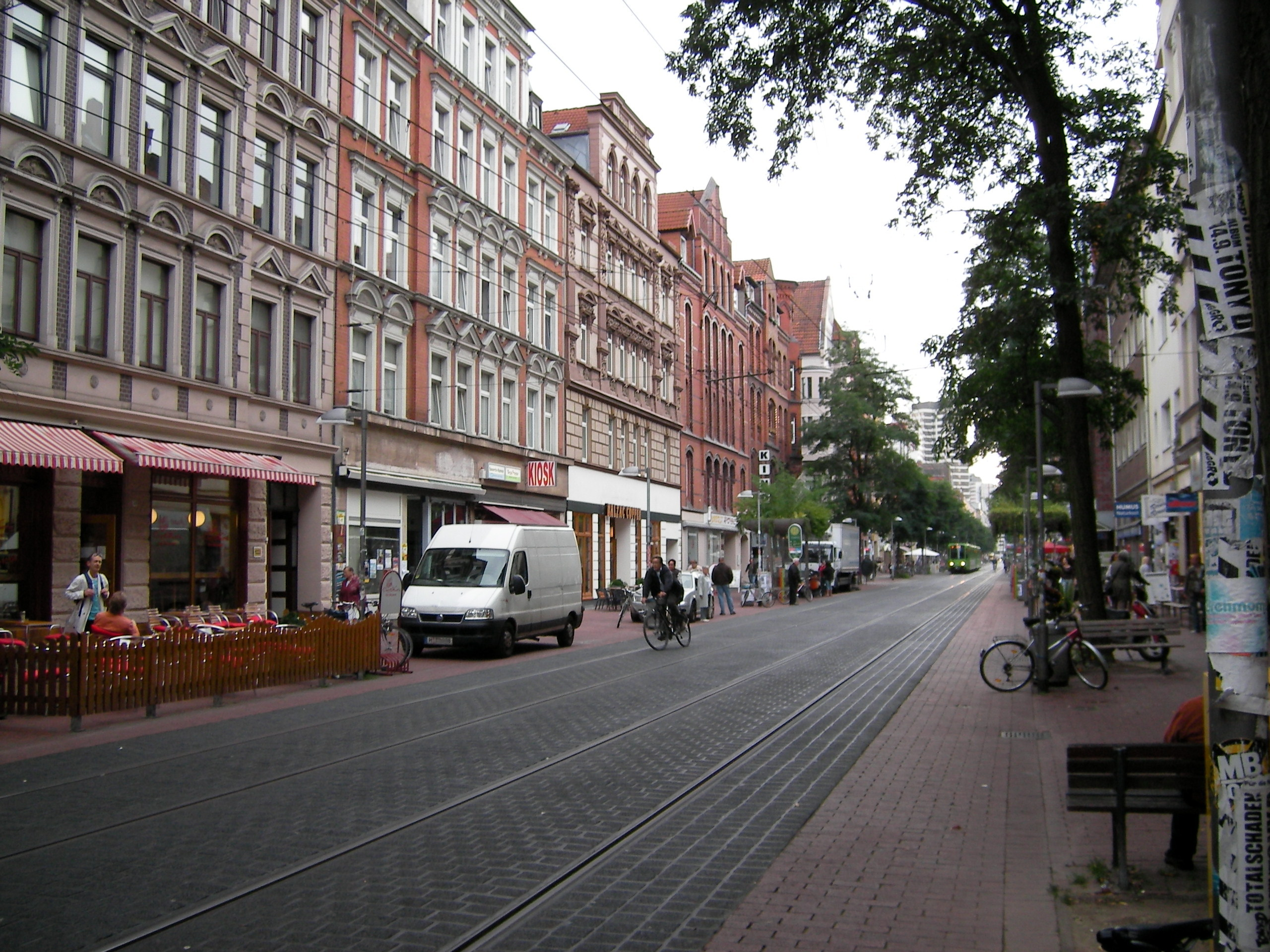
Radfahrer und abgestelltes Rad in der Fußgängerzone Limmerstraße, die für Stadtbahnen, Busse und den Radverkehr freigegeben ist

In Hannover werden seit den 1990er Jahren regelmäßig Fahrradabstellanlagen im öffentlichen Straßenraum angelegt, meist in der Form einfacher Fahrradbügel für zwei Räder, an Aufkommensschwerpunkten wie in der Innenstadt und am Hauptbahnhof auch mit überlangen Fahrradbügeln, die für bis zu vier Räder Anlehn- und Anschlussmöglichkeit bieten. Auch an öffentlichen Gebäuden, wie dem Neuen Rathaus oder Veranstaltungsorten wie dem Niedersachsenstadion stehen zahlreiche Abstellmöglichkeiten zur Verfügung. Einige Wohnungsbaugesellschaften oder Hauseigentümer bieten, teilweise im Vorgarten, hochwertige, überdachte und auch abschließbare Fahrradstellplätze für ihre Mieter an. In der Fundstraße steht ein Fahrradhäuschen nach Hamburger Vorbild, mit Sondernutzungsgenehmigung im öffentlichen Straßenraum.

## Fahrradverleih und Service

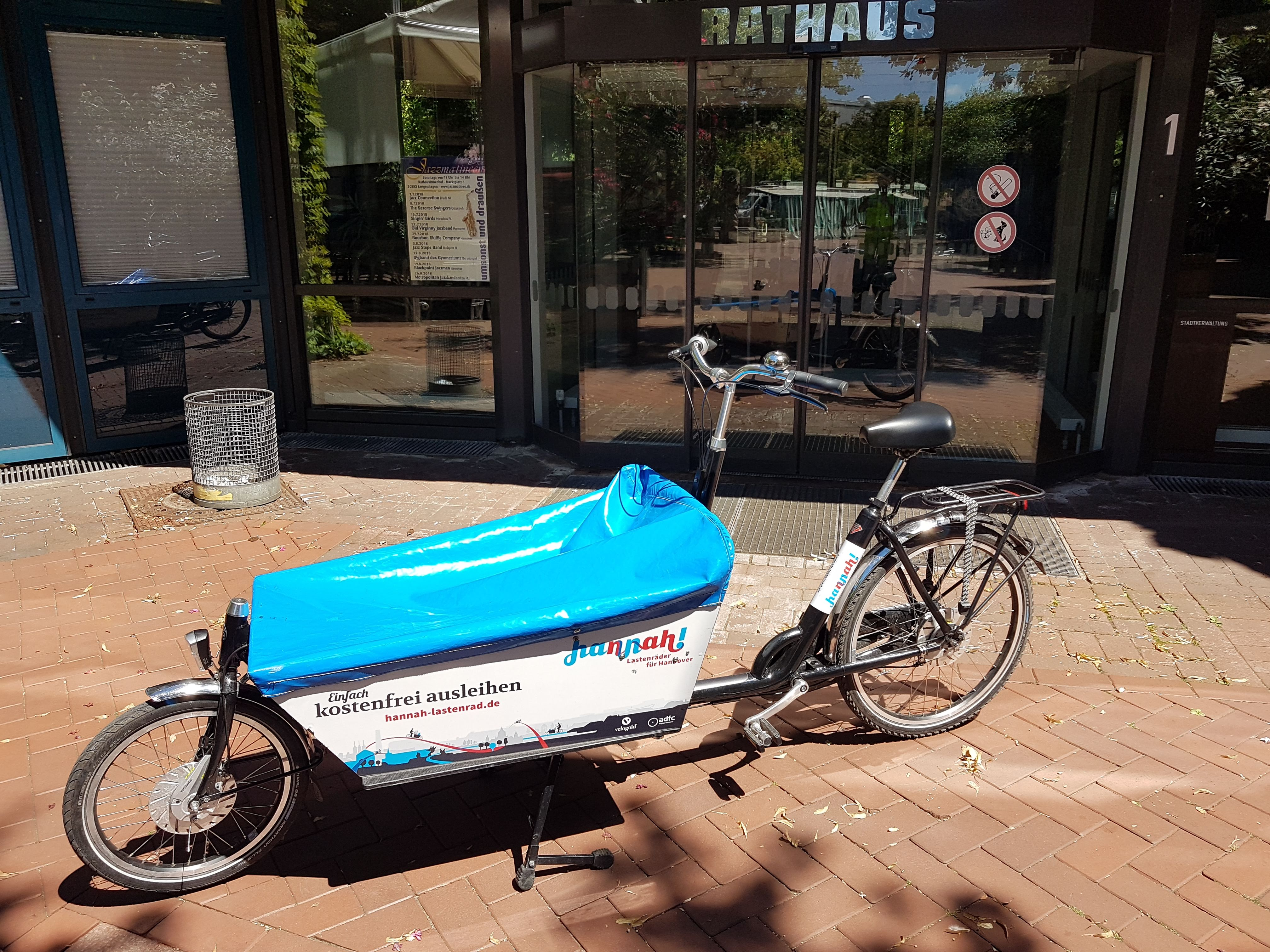
Hannah-Lastenrad

Nextbike war bis 2015 im Stadtgebiet mit seinem Leihradsystem aktiv, allerdings nur mit wenigen Standorten und geringen Nutzungszahlen. Später bot Nextbike unter der Bezeichnung sprintRAD 1000 Mietfahrräder im Großraum-Verkehr Hannover-Design an. 2021 stellte das Oberlandesgericht Celle fest, dass die Ausschreibung nicht rechtmäßig war. Inzwischen ist Nextbike in Hannover im Regelbetrieb mit einem Bedienungsgebiet, das etwa dem 5-km-Radius um den Stadtmittelpunkt Kröpcke entspricht. Partner der Üstra ist inzwischen Donkey Bike, deren orange Räder mit Namen im gesamten Stadtgebiet an fest definierten Stellen ausgeliehen oder abgestellt werden können, außerdem auch in der Nachbarkommune Ronnenberg.
Die beiden Fahrradstationen am Hauptbahnhof Hannover bieten den radstationstypischen Service inklusive Waschanlage und verleihen 80 Räder. Vor dem Hauptbahnhof stehen einige Callbikes an einem einzigen Standort für Entleihe und Rückgabe.
2015 wurde gemeinsam vom Fahrrad-Club ADFC und einem Lastenrad-Spezialgeschäft das Projekt Hannah-Lastenrad als öffentliches Lastenfahrrad-Verleihsystem in der Region Hannover gestartet. Es ermöglicht die kostenfreie Ausleihe von derzeit (2021) 38 Lastenrädern an wechselnden Orten in der Region, die von über 8200 eingetragenen Nutzern online reserviert werden können.
Hannover gibt seit den frühen 1980er Jahren die Radwege- und Freizeitkarte im Maßstab 1:20.000 heraus, die von der Stadt mit Unterstützung des ADFC erarbeitet und regelmäßig aktualisiert wird. Das Stadtgebiet wurde umfasst vom Radroutenplaner für das Land Niedersachsen, der inzwischen eingestellt wurde, sowie weiteren Radroutenplanern wie Naviki und BBBike.

## Fahrradmitnahme in öffentlichen Verkehrsmitteln
Fahrräder können in der S-Bahn Hannover ganztägig, in der Stadtbahn Hannover und Bussen (mit Ausschlusszeiten im Berufsverkehr von Montag bis Freitag, 6:30 bis 8:30 und 15:00 bis 19:00 Uhr) mitgenommen werden. Außerhalb der o. a. Sperrzeiten ist die Fahrradmitnahme kostenlos. In Regionalzügen und der S-Bahn darf – innerhalb der Region Hannover – das Fahrrad während der Berufsverkehrs-Sperrzeiten trotzdem mitgenommen werden, hierfür muss zusätzlich ein (beliebiges) Ein-Zonen-Einzelticket gelöst werden. Außerhalb der Region ist zu allen Zeiten eine Fahrradkarte erforderlich.

## Touristischer und Freizeit-Radverkehr
Hannover ist nicht an das primäre deutsche Fernradwegenetz der D-Routen angebunden.
Von dem im Auftrag des niedersächsischen Wirtschaftsministeriums entwickelten, aber nur unvollständig realisierten Niedersachsennetz sollten drei Wege über Hannover verlaufen: Der Leine-Heide-Radweg (N-Netz 4), der West-Ost-Radweg (N-Netz 10) und der Weser-Elbe-Radweg (N-Netz 12). Wegetechnisch existieren heute alle drei Routen mit kleineren Einschränkungen bezüglich der Wegebeschaffenheit; einen offiziellen Status mit Beschilderung und eigener Webseite hat davon aber nur der Leine-Heide-Radweg bekommen, der im Stadtgebiet dem Verlauf von Leine und Ihme folgt. Die anderen beiden Routen sind nicht weiterentwickelt worden, fungieren aber heute als Wege des regionalen Radverkehrs. Weiterhin verläuft der Initiativ-Fernradweg Amsterdam-Berlin von Osnabrück und Minden kommend über Hannover weiter nach Braunschweig und Magdeburg.
Durch das Stadtgebiet verlaufen einige mit Ziel- und Routenwegweisern ausgeschilderte Freizeitrouten in Verantwortung der Region Hannover, deren zentraler Treffpunkt das Maschsee-Nordufer unweit des Neuen Rathauses ist. Im Stadtgebiet werden dabei überwiegend Verbindungen genutzt, die bereits Anfang der 1980er Jahre als städtische Freizeitrouten mit Tiersymbolen bewegweist wurden (damals reine Routenwegweisung), mit nur wenigen Zielwegweisern in Form der damals in Niedersachsen genutzten Wegweisungs-Pilze. Die städtischen Freizeitrouten wurden inzwischen ersetzt durch sechs Routen, die in die Regionswegweisung eingebunden sind.

## Verwaltungsstruktur und Rahmenbedingungen

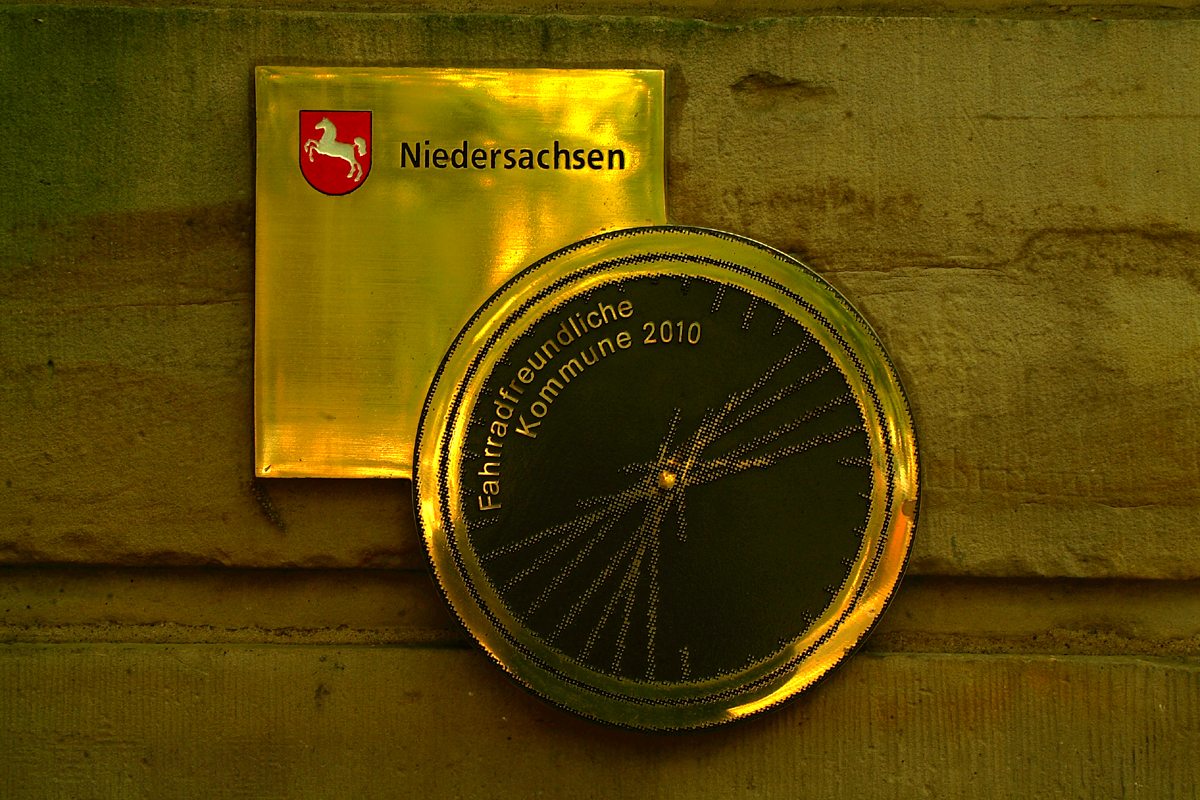
Niedersächsischer Landespreis Fahrradfreundliche Kommune, vergeben 2010;
Plakette am Gebäude der Bauverwaltung Hannover

Die Stadt Hannover hat seit den frühen 1980er Jahren einen Radverkehrsbeauftragten innerhalb der für Tiefbau zuständigen Verwaltungsstelle. Damals gab es auch erstmals eigene Planungsrichtlinien zum Radverkehr in städtischen Straßen, die über die damals bundesweit geltenden Empfehlungen für Bau, Betrieb und Unterhaltung von Radverkehrsanlagen (ERA 82) hinausgingen. Auch im (damaligen) Grünflächenamt wurde das Thema bereits verhältnismäßig früh bis hin in die Leitungsebene ernsthaft verfolgt. Mit den langjährigen rot-grünen Bündnissen im Stadtrat gab es außerdem regelmäßig politische Aufmerksamkeit, eine spezielle Berücksichtigung bei Straßenplanungen und finanzielle Mittel. Auch bei der Region Hannover ist eine Radverkehrs-Koordinatorin tätig.
Bei der Erstellung der Bausteine des Verkehrsentwicklungsplans Anfang der 1990er Jahre ermöglichte die Stadtverwaltung die Veröffentlichung von zwei Gutachten der Verkehrsinitiativen (ADFC, Bürgerinitiative Umweltschutz (BiU), VCD und FUSS e. V.) zur gewünschten Verkehrs-Entwicklung in der Innenstadt und zu einem Radverkehrskonzept, außerdem ein Gutachten der damaligen Aktionsgemeinschaft City für Alle, einem Zusammenschluss von Gewerbetreibenden und Geschäftsleuten, zu deren Vorstellungen zum Innenstadt-Verkehr. Auch auf diesen Grundlagen wurden zahlreiche Entscheidungen für die Innenstadt mit teilweise weitreichenden verkehrlichen Folgen getroffen, so die Sperrung der Umfahrt am Ernst-August-Platz für den Autoverkehr, die Ausdehnung der Fußgängerzonen, so in der Andreaestraße und Großen Packhofstraße und die Anlage zusätzlicher Querungsstellen am zuvor als Barriere wirkenden Cityring.

## Besonderheiten

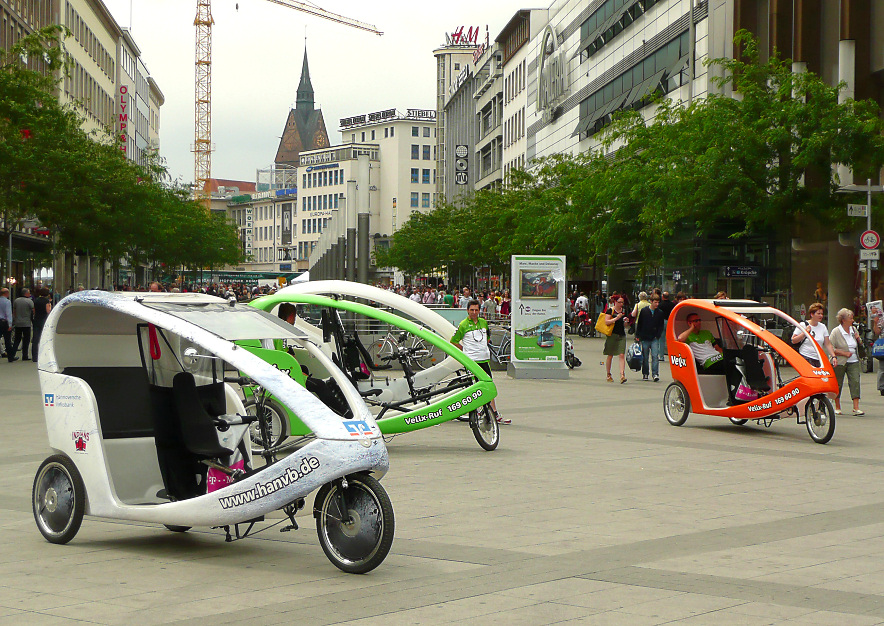
Fahrradtaxis am Hauptbahnhof

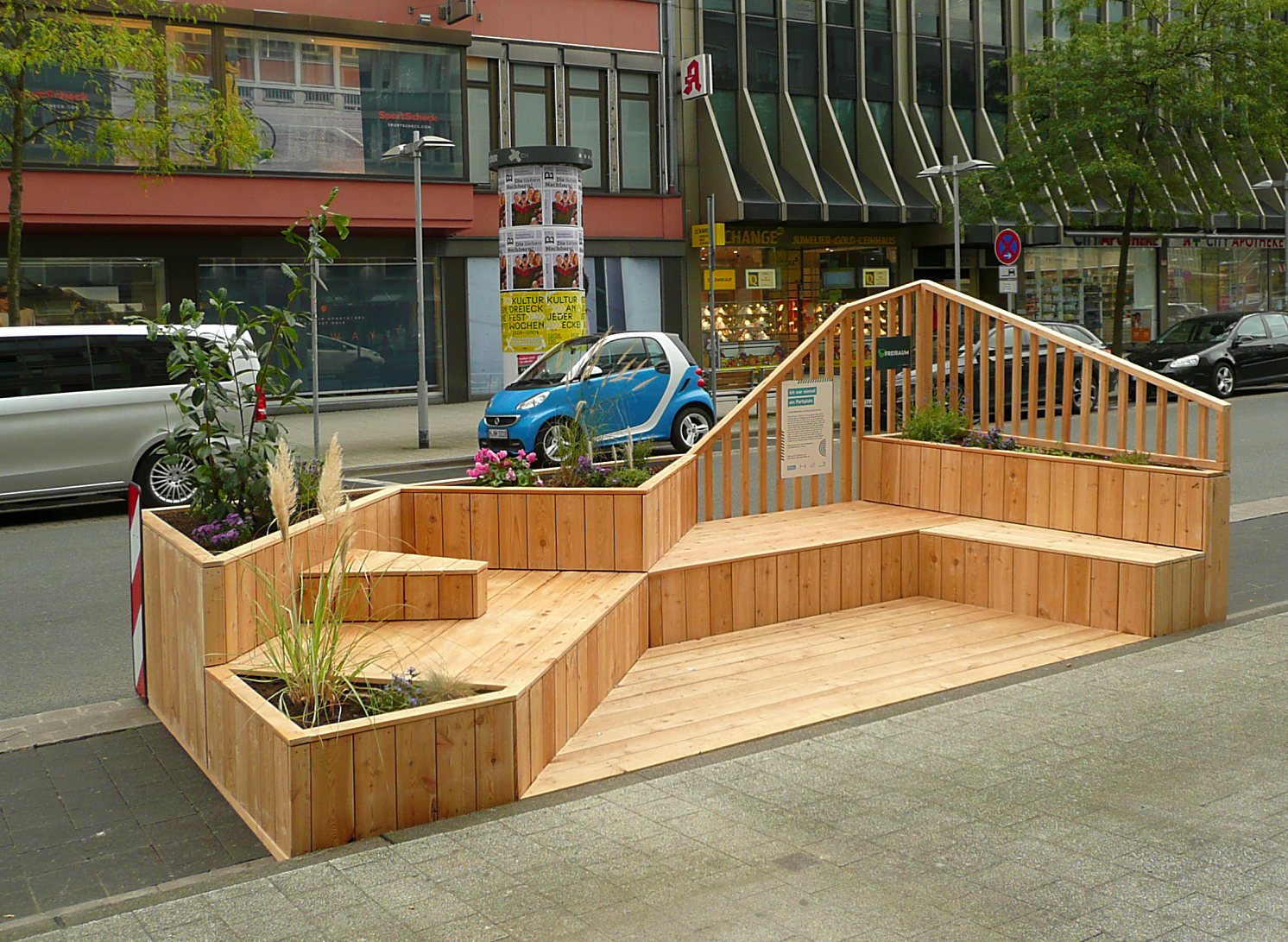
Erstes Parklet in der Innenstadt

Im Innenstadtbereich verkehren im Sommerhalbjahr Fahrradtaxis. 2024 bekam Hannover das erste Parklet, das im Innenstadtbereich aufgestellt wurde.
Die monatliche Critical-Mass-Veranstaltung findet in Hannover regelmäßig am letzten Freitag im Monat statt und startet um 18:30 Uhr auf dem Klagesmarkt.
Zu geplanten Ausbauten im Straßennetz werden Fahrrad-Demonstrationen durchgeführt, die abschnittsweise auch über die Schnellwege geführt werden. Diese nutzt auch die jährlich stattfindende Sternfahrt, die nach Berliner und Hamburger Vorbild meist Ende Mai oder Anfang Juni durchgeführt wird.
Hannover war im November 2024 Gastgeber der bundesweiten Fahrradkommunalkonferenz 2024. Dort  trafen sich für Radverkehr Zuständige aus deutschen Kommunen zum Erfahrungsaustausch, aktuelle Entwicklungen wurden vorgestellt und diskutiert, und es gab Fahrrad-Exkursionen zu guten Beispielen in der Stadt  und der Region Hannover.

## Wirkungen und Rezeption
Hannover wurde 2019 neben den anderen Landeshauptstädten vom ADAC auf den Teilabspekt der Verkehrssicherheit der Regelungen an Knotenpunkten untersucht. Dabei wurden je Stadt mehrere Routen abgefahren und aufgenommen, bei denen Knotenpunkte mit Lichtsignalanlagen, solche ohne und Grundstückszufahrten bewertet worden sind. Hannover wurde dabei hinter Kiel, das mit sehr gut bewertet wurde, mit Mainz, München, Erfurt, Saarbrücken und Stuttgart mit gut bewertet, während Bremen, Dresden und Wiesbaden nur mit ausreichend bewertet wurden. Hannover schnitt in allen drei Kategorien mit gut ab, während in anderen Städten einzelne oder in Kiel sogar alle drei Kategorien mit sehr gut bewertet wurden.
2020 wurde Hannover vom ADAC auf die Breiten von Radwegen untersucht. Wie 2019 wurden je Landeshauptstadt mehrere Routen abgefahren und aufgenommen, bei denen die Breiten der Radwege aufgenommen und bewertet worden sind. Hannover wurde dabei zusammen mit Mainz als Schlusslicht bewertet. In Hannover wurde keine der Routen mit sehr gut oder gut bewertet, aber fünf als ausreichend, vier als mangelhaft und drei als sehr mangelhaft. Kiel als Spitzenreiter wurde mit gut bewertet.
In der Stadt Hannover wird, wie in anderen Städten, daran gearbeitet, die Unfallzahlen mit Beteiligung von Radfahrenden so zu senken, dass die Vision Zero erreicht wird. Der jeweils aktuell erreichte Stand ist in einem Radunfallzahlen-Vergleich der Großstädte Deutschlands wiedergegeben.

„Aber die besten Städte, die man sich als Besucher anschauen sollte, sind wahrscheinlich diejenigen, die ‚auf dem Sprung‘ sind, die hart daran arbeiten, den Radverkehr voranzubringen. Städte, die eigene Fahrradbudgets und Personal haben, die Geld für Infrastruktur und Kampagnen ausgeben und ehrgeizige Pläne vorantreiben. Beispiele hierfür sind München, Frankfurt und Hannover.“